# Japorã
Japorã är en kommun i Brasilien.   Den ligger i delstaten Mato Grosso do Sul, i den södra delen av landet, 1 100 km sydväst om huvudstaden Brasília. Antalet invånare är 7 645.
Trakten runt Japorã består i huvudsak av gräsmarker. Runt Japorã är det glesbefolkat, med 16 invånare per kvadratkilometer.